# 54182 Galsarid
54182 Galsarid è un asteroide della fascia principale. Scoperto nel 2000, presenta un'orbita caratterizzata da un semiasse maggiore pari a 3,1397839 au e da un'eccentricità di 0,1244656, inclinata di 1,23281° rispetto all'eclittica.